# Будимир (Триль)
Будимир (хорв. Budimir) — село в межах громади і міста Триль  у Хорватії, у внутрішній частині Далмації. 
Адміністративно належить до Сплітсько-Далматинської жупанії. Розташовано на південний схід від Сіня і на північний схід від Спліта. 
Район має багату історію і відкриває широкі можливості для туризмута активного відпочинку, зокрема таких його видів як риболовля на гірській річці Цетіна, веслування на каное, рафтинг, каньйонінг, верхова їзда, їзда на велосипеді і піші мандрівки.

## Населення
Населення за даними перепису 2011 року становило 106 осіб.
Динаміка чисельності населення поселення:

## Клімат
Середня річна температура становить 12,31°C, середня максимальна – 26,66°C, а середня мінімальна – -2,59°C. Середня річна кількість опадів – 917 мм.
| Клімат поселення                              | Клімат поселення | Клімат поселення | Клімат поселення | Клімат поселення | Клімат поселення | Клімат поселення | Клімат поселення | Клімат поселення | Клімат поселення | Клімат поселення | Клімат поселення | Клімат поселення | Клімат поселення |
| Показник                                      | Січ.             | Лют.             | Бер.             | Квіт.            | Трав.            | Черв.            | Лип.             | Серп.            | Вер.             | Жовт.            | Лист.            | Груд.            |                  |
| Середній максимум, °C                         | 9,36             | 10,13            | 13,28            | 17,09            | 21,51            | 25,45            | 26,66            | 26,57            | 22,01            | 17,76            | 12,57            | 9,66             |                  |
| Середня температура, °C                       | 3,38             | 4,17             | 7,30             | 11,12            | 15,54            | 19,47            | 21,92            | 21,81            | 17,27            | 12,99            | 7,81             | 4,91             |                  |
| Середній мінімум, °C                          | −2,59            | −1,8             | 1,33             | 5,16             | 9,57             | 13,51            | 17,16            | 17,05            | 12,51            | 8,25             | 3,06             | 0,15             |                  |
| Норма опадів, мм                              | 77               | 67               | 72               | 80               | 63               | 61               | 42               | 55               | 79               | 102              | 119              | 100              |                  |
| Середньомісячна швидкість вітру, м/с          | 2.59             | 2.92             | 3.05             | 2.85             | 2.54             | 2.26             | 2.26             | 2.14             | 2.37             | 2.47             | 2.94             | 2.97             |                  |
| Середньомісячна сонячна радіація, кДж/м²·день | 5525             | 8212             | 11898            | 16107            | 19926            | 22647            | 24295            | 21463            | 15971            | 10439            | 5981             | 4702             |                  |
| --------------------------------------------- | ---------------- | ---------------- | ---------------- | ---------------- | ---------------- | ---------------- | ---------------- | ---------------- | ---------------- | ---------------- | ---------------- | ---------------- | ---------------- |
| Джерело:                                      |                  |                  |                  |                  |                  |                  |                  |                  |                  |                  |                  |                  |                  |